# Cophyla

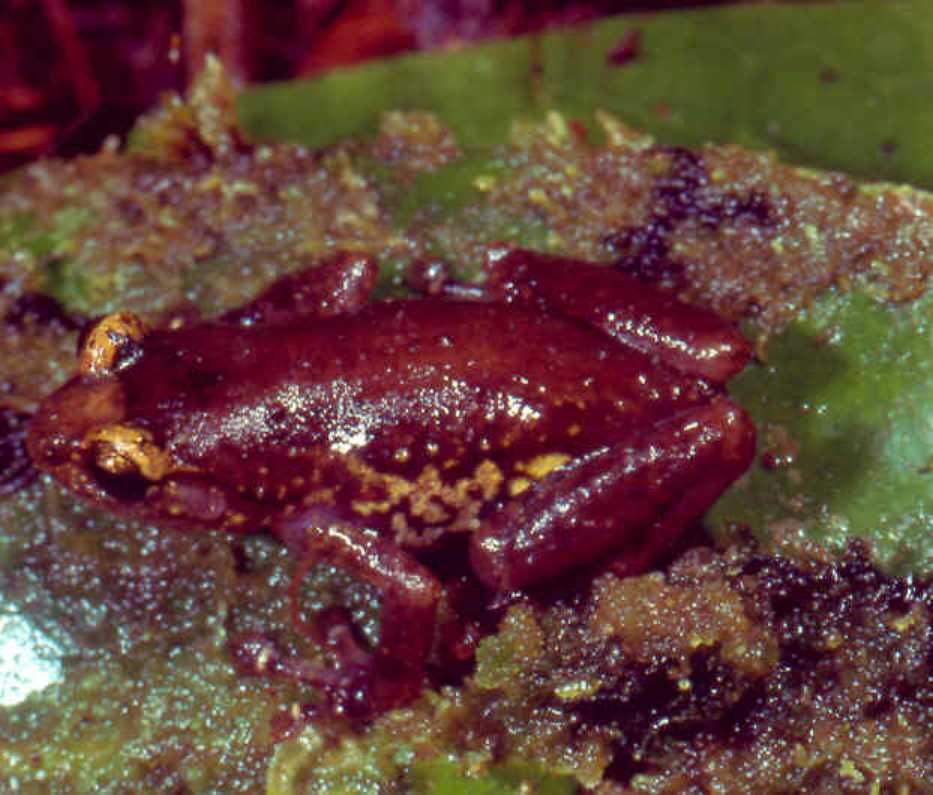
Cophyla tsaratananaensis

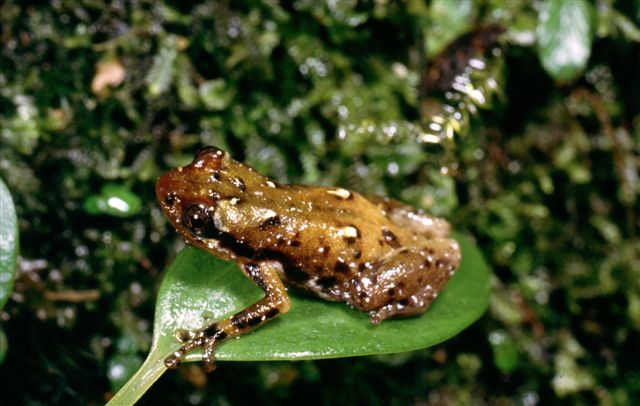
Cophyla tetra

Cophyla ist eine Gattung der Froschlurche aus der Unterfamilie der Madagaskar-Engmaulfrösche (Cophylinae) innerhalb der Familie der Engmaulfrösche (Microhylidae). Sie wurde 2015 mit der Gattung Platypelis zusammengelegt.

## Beschreibung
Die Pupillen sind horizontal. Die Zunge ist groß, oval, ganzrandig und hinten frei abhebbar. Die Gaumenzähne sind in zwei kleinen, dicht beieinander stehenden Gruppen hinter der Verbindungslinie der Choanen angeordnet. Das Trommelfell ist wenig deutlich erkennbar. Die Finger und Zehen sind durch Schwimmhäute verbunden. Diese greifen nicht zwischen die Metatarsen der 4. und 5. Zehe ein. Finger- und Zehenspitzen sind zu Haftscheiben verbreitert und besitzen t-förmige oder y-förmige knöcherne Endphalangen. Die Praecoracoide sind schwach und liegen den Coracoiden auf. Das Omosternum fehlt. Das Sternum ist eine kleine Knorpelplatte. Die Querfortsätze des Sakralwirbels sind mäßig stark verbreitert.

## Vorkommen
Die Gattung ist auf Madagaskar endemisch. Die Arten der ehemals eigenständigen Gattung Platypelis leben im Norden und Nordwesten der Insel, die anderen Arten, die Cophyla zugeordnet werden, sind im Nordosten und Süden Madagaskars verbreitet.

## Systematik
Die Gattung Cophyla wurde 1880 von Oskar Boettger erstbeschrieben. Die Unterscheidung zu der 1882 von George Albert Boulenger beschriebenen Gattung Platypelis basierte auf wenigen Skelettmerkmalen, die bei den Engmaulfröschen einer großen Variationsbreite unterliegen. Peloso et al. haben in ihrer molekulargenetischen Studie, die im März 2015 veröffentlicht wurde, keine eindeutige Monophylie der beiden Gattungen feststellen können und haben sie daher unter dem Namen Cophyla synonymisiert. Mehrere Autoren, die die Froschfauna Madagaskars intensiv erforschen, sind jedoch mit der Zusammenlegung nicht einverstanden. Daher werden weiterhin Arten entweder in der einen oder in der anderen Gattung beschrieben.

### Arten
Insgesamt hat die Gattung derzeit 23 Arten.
Stand: 29. April 2022
In der Gattung Cophyla befanden sich bis zur Zusammenlegung mit Platypelis sechs Arten:
- Cophyla berara Vences, Andreone & Glaw, 2005
- Cophyla maharipeo Rakotoarison, Crottini, Müller, Rödel, Glaw & Vences, 2015[5]
- Cophyla noromalalae Rakotoarison, Crottini, Müller, Rödel, Glaw & Vences, 2015[5]
- Cophyla occultans (Glaw & Vences, 1992)
- Cophyla phyllodactyla Boettger, 1880
- Cophyla puellarum Rakotoarison, Crottini, Müller, Rödel, Glaw & Vences, 2015[5]

Die Gattung Platypelis umfasste bis zu diesem Zeitpunkt 13 Arten, die nun zu Cophyla gezählt werden:
- Cophyla alticola (Guibé, 1974)
- Cophyla barbouri (Noble, 1940)
- Cophyla cowanii (Boulenger, 1882)
- Cophyla grandis (Boulenger, 1889)
- Cophyla karenae (Rosa, Crottini, Noël, Rabibisoa, Raxworthy & Andreone, 2014)[6]
- Cophyla mavomavo (Andreone, Fenolio & Walvoord, 2003)
- Cophyla milloti (Guibé, 1950)
- Cophyla olgae (Rakotoarison, Glaw, Vieites, Raminosoa & Vences, 2012)
- Cophyla pollicaris (Boulenger, 1888)
- Cophyla rava (Glaw, Köhler & Vences, 2012)
- Cophyla tetra (Andreone, Fenolio & Walvoord, 2003)
- Cophyla tsaratananaensis (Guibé, 1974)
- Cophyla tuberifera (Methuen, 1920)

Im Jahr 2019 wurden zwei weitere Arten beschrieben.
- Cophyla ando (Scherz, Köhler, Vences & Glaw, 2019) als Platypelis ando[7]
- Cophyla fortuna Rakotoarison, Scherz, Bletz, Razafindraibe, Glaw & Vences, 2019[8]

Im Jahr 2020 kamen zwei Arten hinzu:
- Cophyla ranjomena (Glaw, Scherz, Rakotoarison, Crottini, Raselimanana, Andreone, Köhler & Vences, 2020) ursprünglich beschrieben als Platypelis ranjomena[9]
- Cophyla laeta (Rakotoarison, Scherz, Köhler, Ratsoavina, Hawlitschek, Megson, Vences & Glaw, 2020) ursprünglich beschrieben als Platypelis laetus[10]